# Hedt Blod
Hedt Blod (originaltitel Argentine Love) er en amerikansk stumfilm fra 1924 af Allan Dwan.

## Medvirkende
- Bebe Daniels som Consuelo Garcia
- Ricardo Cortez som Juan Martin
- James Rennie som Philip Sears
- Mario Majeroni som Cornejo
- Russ Whytal som Emanuel Garcia
- Alice Chapin som Madame Garcia
- Julia Hurley som La Mosca
- Mark Gonzales som Rafael Cornejo
- Aurelio Coccia som Pedro